# Verbanya
Verbanya (horvátul: Vrbanja) falu és község Horvátországban Vukovár-Szerém megyében. A községhez Sályi (Soljani) és Sztrosince (Strošinci) települések tartoznak.

## Fekvése
Vukovártól légvonalban 41, közúton 48 km-re délre, a Nyugat-Szerémségben, a Bázaköz nyugati részén, az ún. Cvelferija területén, a Szpacsva-síkon fekszik. A község teljes területe 191 km2, melyből 54% erdő, főként kocsányos tölgy. A megye egyik legsíkabb területe, melynek a legnagyobb kiemelkedése is csak mintegy 3 méter. 

## Története
A rendkívül termékeny talajnak, a kedvező éghajlati viszonyoknak, a természet gazdagságának és a jó közlekedési helyzetnek köszönhetően ez a terület ősidők óta lakott. A népsűrűséget egyedül a déli részén található, vizes élőhelyekben gazdag tölgyerdők befolyásolták. 2013-ban a Zsupanyai Városi Múzeum munkatársai a Southamptoni Egyetemmel együttműködésben Andreja Malovoz, dr. Sandy Budden és Hrvoje Tkalac vezetésével régészeti feltárásokat végeztek a Verbanya közelében fekvő Purić-Ljubanj lelőhelyen, ahol 117 érintetlen és egy bolygatott késő bronzkori temetkezést találtak.
A középkori települést „Possesio Werbanya” néven 1443-ban említi oklevél. A török 1536-ban szállta meg és 1691-ig volt török uralom alatt. 
A 18. század elején Boszniából érkezett katolikus sokácok települtek be. Kamarai birtok volt, majd a vukovári uradalom része lett. A katonai határőrvidék megszervezésekor Mária Terézia rendelete alapján 1745-ben elhatárolták a katonai közigazgatás alá vont területeket. A falu a Péterváradi határőrezred katonai igazgatása alá került. Lakói a katonai igazgatás teljes megszüntetéséig határőrök voltak, akik 16 és 60 életévük között kötelezve voltak a császári hadseregben a katonai szolgálatra. Részt vettek a Habsburg Birodalom szinte valamennyi háborújában. 1808-ban a Péterváradi határőrezred katonai igazgatása alól átkerült a Bródi határőrezredhez, annak is a 12. Drenóci századához. Azóta nevezik az egykori 12. század területét Cvelferijának. A katonai közigazgatást 1873-ban megszüntették, majd területét 1881-ben Szerém vármegyéhez csatolták.
Az első katonai felmérés térképén „Verbania” néven található. Lipszky János 1808-ban Budán kiadott repertóriumában „Verbanya” néven szerepel. Nagy Lajos 1829-ben kiadott művében „Verbanya” néven 262 házzal, 1281 katolikus és 46 ortodox vallású lakossal találjuk. A 19. század végén német, magyar, szlovák és ruszin családok vándoroltak be.
A településnek 1857-ben 1465, 1910-ben 2691 lakosa volt. Szerém vármegye Zsupanyai járásához tartozott. Az 1910-es népszámlálás adatai szerint lakosságának 69%-a horvát, 6-6%-a szerb és német, 4-4%-a szlovák és magyar anyanyelvű volt. A település az első világháború után az új szerb-horvát-szlovén állam, majd később (1929-ben) Jugoszlávia része lett. 1941 és 1945 a Független Horvát Államhoz tartozott, majd a szocialista Jugoszlávia fennhatósága alá került. 1991-től a független Horvátország része. 1991-ben lakosságának 95%-a horvát nemzetiségű volt. A horvát függetlenségi háború idején a falut megszálló szerbek mindent leromboltak. A lakosság elmenekült, csak 1997-ben térhetett vissza a száműzetésből és kezdhetett hozzá a teljes újjáépítéshez. A falunak 2011-ben 2203, a községnek összesen 3940 lakosa volt.

## Népessége
| Lakosság változása | Lakosság változása | Lakosság változása | Lakosság változása | Lakosság változása | Lakosság változása | Lakosság változása | Lakosság változása | Lakosság változása | Lakosság változása | Lakosság változása | Lakosság változása | Lakosság változása | Lakosság változása | Lakosság változása | Lakosság változása |
| ------------------ | ------------------ | ------------------ | ------------------ | ------------------ | ------------------ | ------------------ | ------------------ | ------------------ | ------------------ | ------------------ | ------------------ | ------------------ | ------------------ | ------------------ | ------------------ |
| 1857               | 1869               | 1880               | 1890               | 1900               | 1910               | 1921               | 1931               | 1948               | 1953               | 1961               | 1971               | 1981               | 1991               | 2001               | 2011               |
| 1.465              | 1.710              | 1.905              | 2.841              | 2.996              | 2.691              | 2.568              | 2.625              | 2.983              | 3.440              | 3.722              | 3.740              | 3.412              | 3.138              | 2.952              | 2.203              |

## Gazdaság
A helyi gazdaság alapja hagyományosan a mezőgazdaság és az állattartás. 

## Nevezetességei
- Szűz Mária Legszentebb Neve tiszteletére szentelt római katolikus plébániatemploma 1828-ban épült.

- Zvjezdangrad török erődjének maradványai a Soljani melletti erdőben a Studva-patak partján. Az erőd maradványai ma is láthatóak, de hozzá vezető út hiányában csak gyalogosan érhető el, mivel az erőd körüli területet nem tisztították meg. Az erődöt három oldalról a Studva medre, a negyedik oldalon földsánc övezi. A Zsupanyai Városi Múzeum munkatársai végeztek itt ásatásokat, melyek során falmaradványokat, boltozatokat találtak. Az erőd két építési fázisát azonosították. A mozgatható leletek között középkori kerámiákat, csontokat és fémleleteket találtak.

- A falu központjában található raktárépületet[12] a Gašparac család építette a 19. század végén gabonafélék tárolására. Az épületet tárolóhelyként használták egészen az 1980-as évekig, amikor múzeummá és galériává alakították át. Az épület a korabeli ipari építészet jellemzőivel rendelkezik, megőrizve a mai napig eredeti formáját.

- Szent Nikola Tavelić tiszteletére szentelt római katolikus temploma 1975 és 1976 között épült.

## Kultúra
- KUD „Posavac” Vrbanja kulturális és művészeti egyesület
- „Possesio Werbanya 1443” kultúregyesület
- „Poticaj” Vrbanja nőegyesület

## Oktatás
A település első iskolája 1831-ben nyílt meg a Bródi ezred parancsnokságának rendeletére. 1873-tól négyosztályos horvát tannyelvű községi népiskolává alakult. 1988-ig a településen két általános iskola működött: az egyiket a helyiek Stanicának nevezték, mivel a Kolodvroska (ma Josip Bačoka) utcában állt, míg a másik Soljaniban működött. Ezt 1830-ban alapították és a 20. század elején bővítették négyosztályosra. A községi iskola ma Mara Švel-Garmišek nevét viseli.

## Sport
- Az NK „Vrbanja” labdarúgóklubot 1930-ban alapították.
- SRU „Spačva” Vrbanja sporthorgász egyesület